# دوري كرة القدم الإنجليزي 1899–1900
دوري كرة القدم الإنجليزي 1899–1900 هو موسم من دوري كرة القدم الإنجليزي. أقيم خلال الفترة 2 سبتمبر 1899 وحتى 30 أبريل 1900، وفاز فيه أستون فيلا.